# جبال شوشون
تشكل جبال شوشون ، الواقعة وسط غرب نيفادا ، واحدة من أطول السلاسل الجبلية في الولاية. تمتد السلسلة في اتجاه عام بين الشمال والجنوب في مقاطعتي ناي و لاندر . يبلغ طول السلسلة حوالي 66 ميل (106 كـم) وعرض حوالي 6 ميل (9.7 كـم) بمساحة تقارب 400 ميل مربع (1,000 كـم2) .
سميت السلسلة الجبلية باسم هنود الشوشون ،  تستقبل السلسلة الجبلية 15 بوصة أو أقل من المياه بسبب هطول الامطار كمعدل سنوي . تقع حوالي 58٪ من السلسلة تحت سلطة مكتب إدارة الأراضي مع وكالة خدمة الغابات التي تتولى حوالي 42٪ من مساحة المنطقة . جزء صغير من السلسة الجبلية تشغلها محمية يومبا الهندية بالإضافة إلى أرض خاصة.
يمتد مجتمع ايون الصغير إلى غرب السلسلة الجبلية ويقع منتزه ولاية برلين إيثيوسور في الجانب الغربي للسلسلة المجاورة لوادي ايون في جنوب بلدة أشباح برلين مباشرةً . يقع معسكر التعدين القديم ومدينة الأشباح الذهبية في نهاية الطرف الجنوبي للسلسلة. يقطع طريق الولايات المتحدة السريع 50 اقصى نهاية الجزء الشمالي للسلسلة مباشرة في جنوب جبل إيري وحوالي 16 ميل (26 كـم) الواقع غرب ولاية أوستن . يقطع السلسلة طريق نيفادا 722 عند معبر السكك الحديدية الواقع شمال جبل الحديد مباشرةً بعد عبور وادي نهر ريس جنوب غرب طريق السريع 50 بالقرب من أوستن. ثم يستمر في وادي سميث كريك موازي للسلسلة الجبلية لمسافة 13 ميلاً قبل أن يتجه غربًا ليلتقي مجددا بطريق الولايات المتحدة 50 بالقرب من ميدلجيت عبر سلسلة ديستويا. يعبر طريق نيفادا 844 سلسلة برادايس شمال شرق مدينة غابز ويقطع وادي إيون إلى منطقة حديقة ولاية برلين-إيثيوسور .
تحيط الأحواض أو الوديان بالسلسلة الجبلية وتشمل وادي إيون ووادي سميث كريك على الجهة الغربية ووادي نهر ريس إلى الجهة الشرقية ووادي بيغ سموكي إلى الجنوب. تشمل السلاسل الجبلية المحيطة سلسلة تويابي إلى الجهة الشرقية، وسلسلة جبال رافينزوود ونيوباس إلى الشمال، وسلسلة جبال ديساتويا وبرادايس في الغرب وجبال سيدار التي تقع في مقاطعة مينرال في الجنوب الغربي.
القمم المذكورة في السلسلة تمتد من الجنوب إلى الشمال:
- جبل أرديفى 2,867 متر (9,406 قدم)
- جبل بافالو 2,754 متر (9,035 قدم)
- قمة شوشون الجنوبية 3,067 متر (10,062 قدم)
- قمة شوشون الشمالية 3,143 متر (10,312 قدم)
- جبل ايرون 2,371 متر (7,779 قدم)
- قمة ايمرجنت 2,392 متر (7,848 قدم)
- جبل إيري 2,320 متر (7,610 قدم)

## علم البيئة
أكثر النباتات الموجودة هي شجر الميرامية وشجر العرعر . تعد جبال شوشون موطنًا للغزال والسناجب والذئب القيوط والأيائل والعديد من الحيوانات الصغيرة الأخرى مثل الزبابة (حيوان يشبه الفأر) والسناجب . يمكن العثور على 21 نوعًا من الطيور على الاقل في السلسلة خلال العام، تضم العصافير ونقار الخشب والأوريولز. جبال شوشون تشكل جبال شوشون ، الواقعة وسط غرب نيفادا ، واحدة من أطول السلاسل الجبلية في الولاية. تمتد السلسلة في اتجاه عام بين الشمال والجنوب في مقاطعتي ناي و لاندر . يبلغ طول السلسلة حوالي 66 ميل (106 كـم) وعرض حوالي 6 ميل (9.7 كـم) بمساحة تقارب 400 ميل مربع (1,000 كـم2) .
سميت السلسلة الجبلية باسم هنود الشوشون ،  تستقبل السلسلة الجبلية 15 بوصة أو أقل من المياه بسبب هطول الامطار كمعدل سنوي . تقع حوالي 58٪ من السلسلة تحت سلطة مكتب إدارة الأراضي مع وكالة خدمة الغابات التي تتولى حوالي 42٪ من مساحة المنطقة . جزء صغير من السلسة الجبلية تشغلها محمية يومبا الهندية بالإضافة إلى أرض خاصة.
يمتد مجتمع ايون الصغير إلى غرب السلسلة الجبلية ويقع منتزه ولاية برلين إيثيوسور في الجانب الغربي للسلسلة المجاورة لوادي ايون في جنوب بلدة أشباح برلين مباشرةً . يقع معسكر التعدين القديم ومدينة الأشباح الذهبية في نهاية الطرف الجنوبي للسلسلة. يقطع طريق الولايات المتحدة السريع 50 اقصى نهاية الجزء الشمالي للسلسلة مباشرة في جنوب جبل إيري وحوالي 16 ميل (26 كـم) الواقع غرب ولاية أوستن . يقطع السلسلة طريق نيفادا 722 عند معبر السكك الحديدية الواقع شمال جبل الحديد مباشرةً بعد عبور وادي نهر ريس جنوب غرب طريق السريع 50 بالقرب من أوستن. ثم يستمر في وادي سميث كريك موازي للسلسلة الجبلية لمسافة 13 ميلاً قبل أن يتجه غربًا ليلتقي مجددا بطريق الولايات المتحدة 50 بالقرب من ميدلجيت عبر سلسلة ديستويا. يعبر طريق نيفادا 844 سلسلة برادايس شمال شرق مدينة غابز ويقطع وادي إيون إلى منطقة حديقة ولاية برلين-إيثيوسور .
تحيط الأحواض أو الوديان بالسلسلة الجبلية وتشمل وادي إيون ووادي سميث كريك على الجهة الغربية ووادي نهر ريس إلى الجهة الشرقية ووادي بيغ سموكي إلى الجنوب. تشمل السلاسل الجبلية المحيطة سلسلة تويابي إلى الجهة الشرقية، وسلسلة جبال رافينزوود ونيوباس إلى الشمال، وسلسلة جبال ديساتويا وبرادايس في الغرب وجبال سيدار التي تقع في مقاطعة مينرال في الجنوب الغربي.
القمم المذكورة في السلسلة تمتد من الجنوب إلى الشمال:
جبل أرديفى 2,867 متر (9,406 قدم)
جبل بافالو 2,754 متر (9,035 قدم)
قمة شوشون الجنوبية 3,067 متر (10,062 قدم)
قمة شوشون الشمالية 3,143 متر (10,312 قدم)
جبل ايرون 2,371 متر (7,779 قدم)
قمة ايمرجنت 2,392 متر (7,848 قدم)
جبل إيري 2,320 متر (7,610 قدم)
علم البيئة
أكثر النباتات الموجودة هي شجر الميرامية وشجر العرعر . تعد جبال شوشون موطنًا للغزال والسناجب والذئب القيوط والأيائل والعديد من الحيوانات الصغيرة الأخرى مثل الزبابة (حيوان يشبه الفأر) والسناجب . يمكن العثور على 21 نوعًا من الطيور على الاقل في السلسلة خلال العام، تضم العصافير ونقار الخشب والأوريولز .